# ARA San Juan (D-9)
Pour les autres navires du même nom, voir ARA San Juan.
Pour les articles homonymes, voir D-9.
Le ARA San Juan (D-9) était un destroyer de la classe Buenos Aires, basée sur la classe G de la Royal Navy, construit pour la marine argentine, en service de 1938 à 1973.

## Description
Le San Juan déplaçait 1 353 tonnes longues (1 375 tonnes (t)) à charge normale et 2 010 tonnes longues (2 042 t) à charge pleine. Il avait une longueur hors-tout de 98,45 m, une largeur de 10,38 m et un tirant d'eau de 3,2 m. Il était propulsé par deux turbines à vapeur à engrenages Parsons, entraînant deux arbres, qui développaient une puissance totale de 34 000 chevaux-vapeur (25 000 kW) et donnaient une vitesse maximale de 36 nœuds (67 km/h). La vapeur pour les turbines était fournie par trois chaudières à trois tambours Admiralty. Il avait une autonomie de 4 100 milles nautiques (10 240 km) à 14 nœuds (28 km/h). Son effectif était de 130 officiers et hommes.
Le navire était équipé de quatre canons Mark IX de 4,7 pouces (120 mm) de calibre 45  montés sur des supports simples, désignés "A", "B", "X" et "Y" de l'avant à l'arrière. Pour la défense anti-aérienne (AA), le San Juan avait 8 mitrailleuses Vickers Mark III de 0,5 pouce (12,7 mm). Il était équipé de deux supports quadruples de tubes lance-torpilles au-dessus de l'eau pour des torpilles de 21 pouces (533 mm).
La marine argentine l'a d'abord classé comme un "torpilleur" (en espagnol: torpedero), et dans les années 1950 comme un "destroyer" (en espagnol: destructore).

## Historique
Le San Juan a été construit par le chantier naval John Brown & Company à Clydebank en Écosse et lancé en 1937. Après son achèvement en 1938, il a été remis à la marine argentine et est resté en service jusqu'à sa destruction en 1973.
Le 16 septembre 1955, le San Juan se rebelle pour soutenir le coup d'État autoproclamé de la " Révolution libératrice " ("Revolución Libertadora"). Sous le commandement du capitaine de frégate Pedro F. Arhancet, il participe à la révolution libératrice de septembre, intervenant dans le bombardement naval de Mar del Plata et dans le blocus de la côte maritime et fluviale. Il est entré à Buenos Aires le 23 septembre, avec la Flotte de la mer, et a participé aux opérations de contrôle effectuées par la Marine. Lorsque la Révolution libératrice triomphe, le commandant Enrique Sánchez Moreno est remis aux commandes en octobre
En 1958, le destroyer San Juan a été impliqué dans l'incident de l'îlot Snipe entre l'Argentine et le Chili pour le contrôle de l'îlot Snipe (canal Beagle, au sud de l'île de la Terre de Feu).
Il a été désaffecté en 1971.

### Source
- (es) Cet article est partiellement ou en totalité issu de l’article de Wikipédia en espagnol intitulé « ARA San Juan (D-9) » (voir la liste des auteurs).